# Морской загрузочный рукав

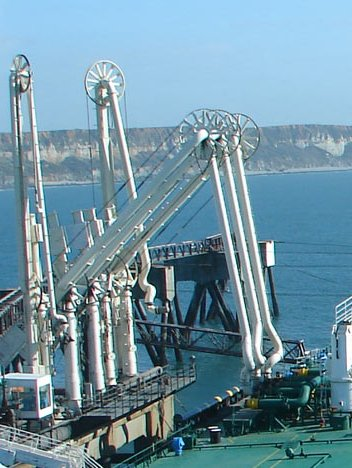
морской стендер

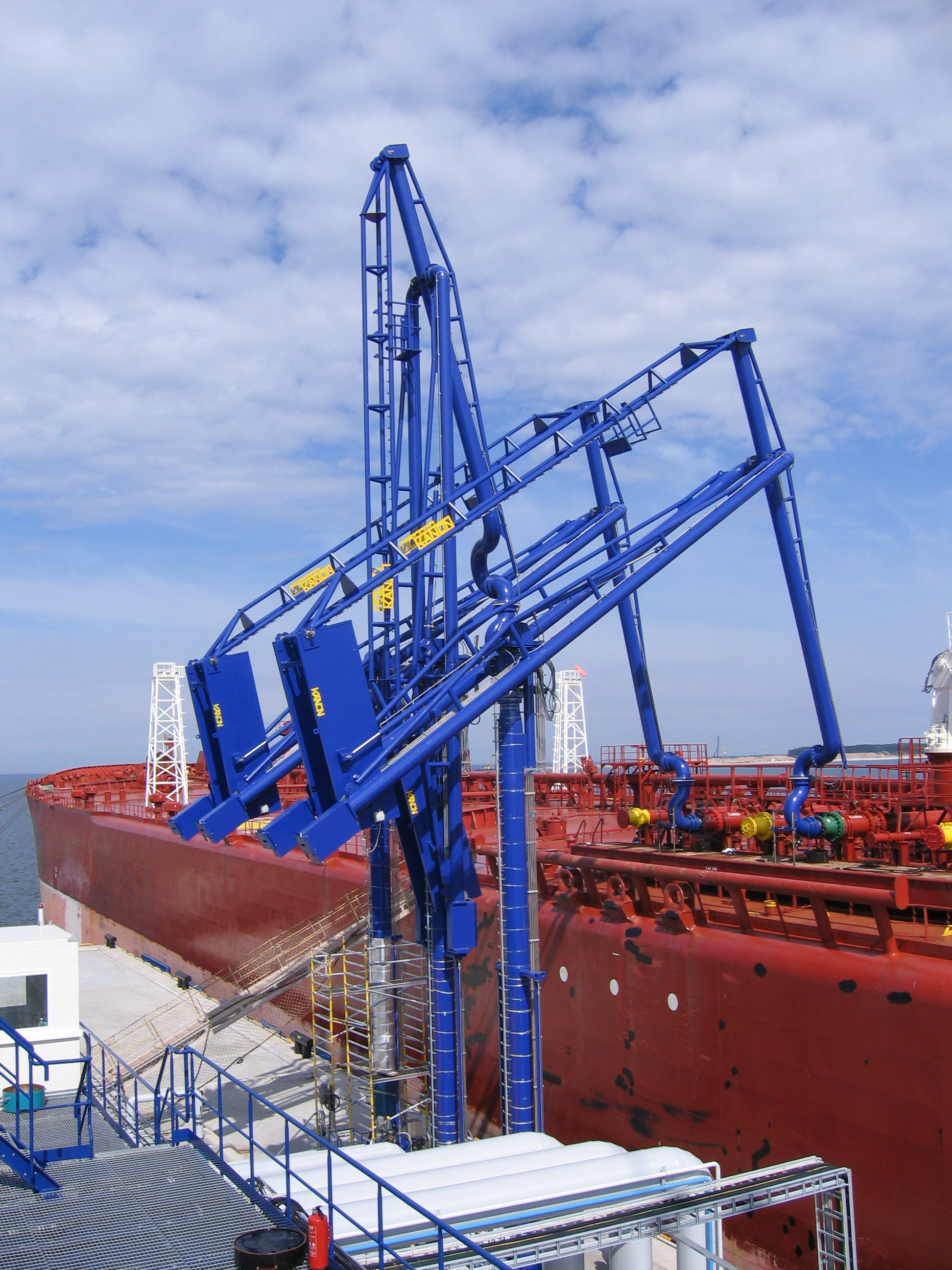
морской стендер

Морской загрузочный рукав (Marine loading arm — англ.) — механический рукав, смонтированный на погрузочном причале и используемый для перекачки жидкостей или сжатых газов из корабля на берег и наоборот. Управляется механически или гидравлически и может контролироваться дистанционно с корабля или причала.

## Общие сведения
Морской загрузочный рукав (Морской стендер) впервые был применен американской компанией Chiksan Corporation в качестве альтернативы гибким шлангам, и в настоящее время широко используется в портах по всему миру.
Может перекачивать жидкости и газы в широком диапазоне вязкостей и температур. Диапазон рабочего давления варьируется от 10 до 40 бар. Диапазон температуры перекачиваемого продукта от минус 163°С до плюс 200°С.
Имеет конструкцию, позволяющую сохранять соединение при изменении осадки судна, избегать влияния приливов и отливов, а также воздействия других внешних факторов. Часто бывает оборудован быстроразъемными соединениями (муфты соединения-разъединения рукава), обеспечивающими более удобную и быструю эксплуатацию. Полная балансировка загрузочного рукава обеспечивается при помощи поворотной балансировочной системы с противовесом.
По сравнению с обычными шлангами, главным недостатком загрузочного рукава является его сравнительно малая гибкость.

## Типы морских загрузочных рукавов
- Полностью сбалансированный МЗР (Fully Balanced Marine Loading Arm. FBMA — англ) — имеет простую конструкцию с использованием основного противовеса и субпротивовеса, которые обеспечивают полный баланс во всех положениях. Обслуживается небольшим количеством персонала, прост в обслуживании. В результате, они являются наиболее часто используемым типом МЗР.

- МЗР с ротационным противовесом (Rotary Counterweighted Marine Arm. RCMA — англ.) — используется главным образом при погрузке и разгрузке средних и крупных танкеров. RCMA использует один противовес, чтобы сбалансировать и наружный и внутренний рычаги одновременно, и значительно легче по сравнению с большими загрузочными рукавами типа DCMA.

- МЗР с двойным противовесом (Double CounterweightMarine Arm. DCMA — англ.) — имеет два независимых противовеса, а также пантограф, чтобы обеспечить полный баланс во всех положениях. Наружный и внутренний рычаги сбалансированы отдельно. DCMA имеет меньший размах перемещения заднего противовеса, чем RCMA.[2]

Также в зависимости от количества труб загрузочные рукава могут быть:
- С одинарной трубой. Представляет собой устройство с поворотной балансировочной системой противовеса на базе «механизм со шкивным тросом». Вертикальная нагрузка и опрокидывающий момент нагрузки поддерживаются основанием стояка и поддерживающей муфтой, что теоретически обеспечивает нулевую нагрузку всей системы.

- С двойной трубой. Имеет линию отвода паров, которая направляет обратный пар в выпускной фланец. Используется в основном для налива или слива сниженных нефтяных газов, азота, взрывоопасных газов и прочих нефтепродуктов.[3]